# Mihrab

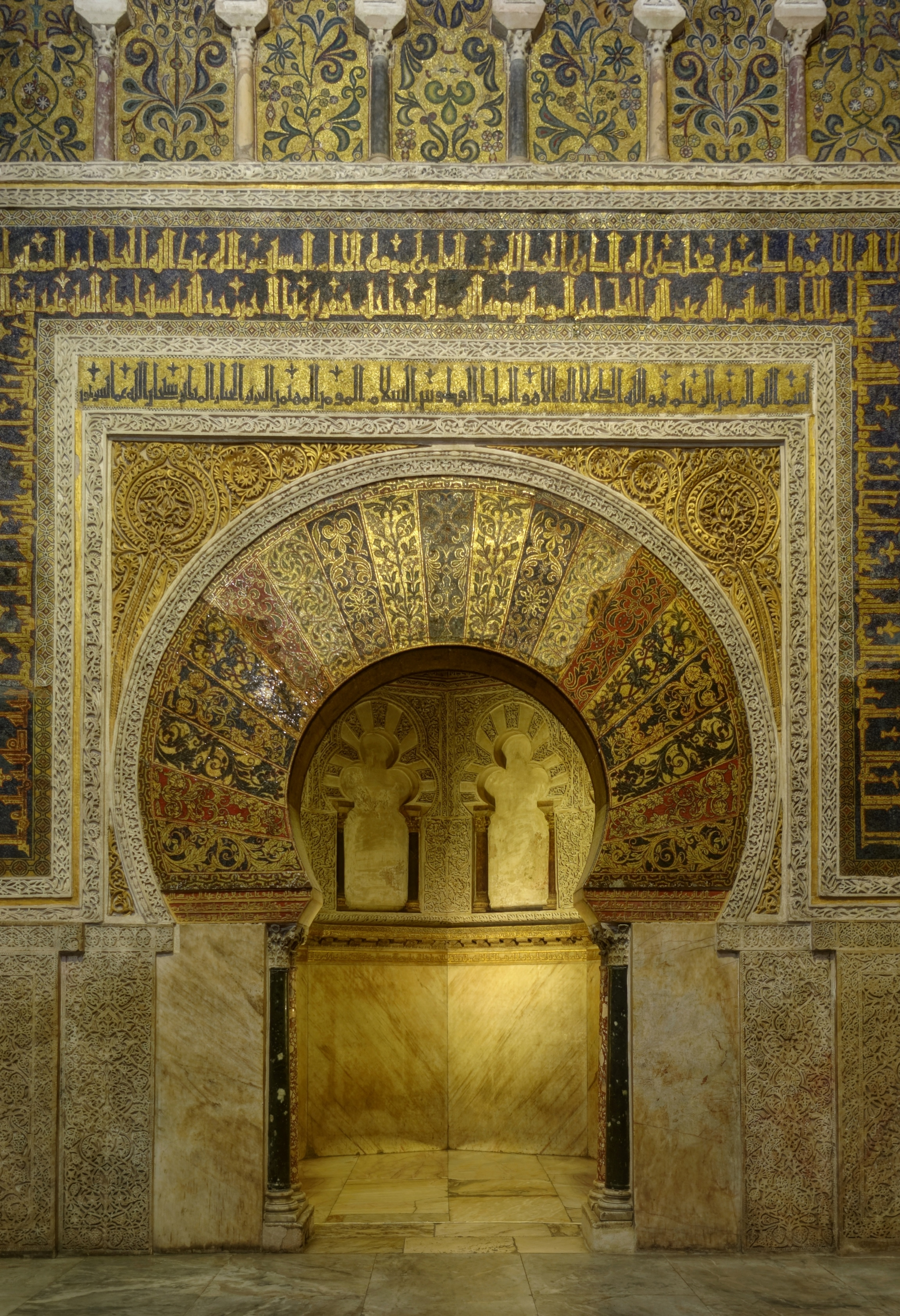
Mihrab in de Mezquita van Córdoba

De mihrāb (Arabisch: محراب) is een islamitische gebedsnis in een muur in de moskee die de gebedsrichting, de qibla, aangeeft. Doorgaans zit de mihrab in het midden van de qiblamuur.
Een mihrab bestaat uit twee of meerdere zuilen die een boog of een gewelf dragen. Het geheel is weldadig versierd en omringd met ayat uit de Koran. De imam gebruikt de mihrab om tijdens de salat voor te gaan in het gebed. Van oudsher werd de nis voor het versterken van het geluid gebruikt om de aanwezigen synchroon te laten bidden. De aanwezigheid van een mihrab in de moskee is geen voorwaarde en moet niet gezien worden als een tabernakel of andersoortige heilige plaats.
Het woord 'mihrab' kent als stam حرب (hrb) dat in verband gebracht wordt met 'strijden', zoals dar al-harb, en zou kunnen duiden op een soort strijdplaats. Deze verklaring werd gegeven door Ruhollah Khomeini. Vanuit het Perzisch kan het echter ook in verband gebracht worden met Mithra. Er zijn meerdere verklaringen, maar geen enkele is sluitend. In de Koran wordt het woord enkele malen genoemd als er 'tempel' of iets gelijksoortigs wordt bedoeld.
De oorsprong van het gebruik van de mihrab gaat waarschijnlijk terug op de joodse Aron hakodesj en de nis waarin deze kist staat en de christelijke apsis. Meest aannemelijk is dat Al-Walid I de mihrab als een nis introduceerde in de moskee van Medina. Er is ook sprake van een oudere mihrab in een grot onder de Rotskoepel.

## Zie ook

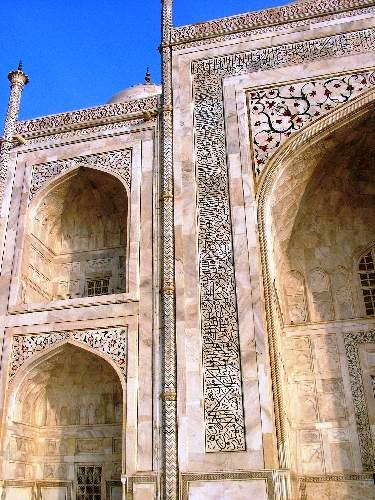
Taj Mahal